# Liste des héritiers du trône de Danemark
Pour les articles homonymes, voir Trône (homonymie).
« Prince héritier d’Islande » redirige ici.  Pour la brève monarchie islandaise, voir Royaume d’Islande. Pour les monarques d’Islande, voir Liste des monarques d’Islande.

## Maison d'Estridsen
Lorsque la ligne du tableau prend la couleur bleu fumée, cela signifie que l’héritier du trône ne porte pas le titre de prince héritier.
| Rang | Portrait                             | Héritier                                                             | Période                     | Roi         | Maison                                               |
| ---- | ------------------------------------ | -------------------------------------------------------------------- | --------------------------- | ----------- | ---------------------------------------------------- |
| 1    | Christophe, prince héritier de Suède | Christophe Né le 1341. Mort le 11 juin 1363 à Copenhague (Danemark). | 1359 — 11 juin 1363 (4 ans) | Valdemar IV | Maison d'Estridsen (fils de Valdemar IV de Danemark) |

## Maison de Poméranie
Lorsque la ligne du tableau prend la couleur bleu fumée, cela signifie que l’héritier du trône ne porte pas le titre de prince héritier.
| Rang | Portrait                           | Héritier | Période                                                       | Roi            | Maison                                                                                                   |
| ---- | ---------------------------------- | --- | ------------------------------------------------------------- | -------------- | --- |
| 1    | [ 1 ]                              | Éric Né le 1382 au château de Rügenwalde (duché de Poméranie). Mort le 3 mai 1459 à Rügenwalde (duché de Poméranie). | 16 février 1388 — 8 septembre 1389 (1 an, 6 mois et 23 jours) | Marguerite Ire | Maison d'Estridsen Maison de Mecklembourg (fils adoptif de Marguerite Ire de Danemark, Norvège et Suède) |
| —    | Bogislaw, prince héritier de Suède | Bogusław, duc de Poméranie Né le 1407. Mort le 7 décembre 1446.                                                      | 1416 — 11 janvier 1436 (20 ans)                               | Éric VII       | Maison de Poméranie (cousin germain d'Éric de Danemark, Norvège et Suède)                                |

## Maison d'Oldenbourg
Lorsque la ligne du tableau prend la couleur bleu fumée, cela signifie que l’héritier du trône ne porte pas le titre de prince héritier.
| Rang | Portrait                                                                   | Héritier | Période                                                         | Roi            | Maison |
| ---- | -------------------------------------------------------------------------- | --- | --------------------------------------------------------------- | -------------- | --- |
| 1    | Olaf, prince héritier de Norvège                                           | Olaf Né le 29 septembre 1450 à Copenhague (union de Kalmar). Mort en 1451 à Copenhague (union de Kalmar).                                                                              | 29 septembre 1450 — 1451 (5 mois et 13 jours)                   | Christian Ier  | Maison d'Oldenbourg (fils de Christian Ier de Danemark, Norvège et Suède                                                      |
| 2    | Knud, prince héritier de Norvège                                           | Knud Né en 1451 dans l'union de Kalmar. Mort en 1455 dans l'union de Kalmar. | 1451 — 1455 (4 ans)                                             | Christian Ier  | Maison d'Oldenbourg (fils de Christian Ier de Danemark, Norvège et Suède                                                      |
| 3    | Jean, prince héritier de Norvège                                           | Jean Né le 2 février 1455 à Aalborg (union de Kalmar). Mort le 20 février 1513 à Aalborg (union de Kalmar).                                                                            | 1456 — 21 mai 1481 (25 ans)                                     | Christian Ier  | Maison d'Oldenbourg (fils de Christian Ier de Danemark, Norvège et Suède                                                      |
| 4    | Christian, prince héritier de Norvège                                      | Christian Né le 1er juillet 1481 au château de Nyborg (union de Kalmar). Mort le 25 janvier 1559 au château de Kalundborg (royaume de Danemark et de Norvège).                         | 1487 — 22 juillet 1513 (26 ans)                                 | Jean           | Maison d'Oldenbourg (fils de Jean de Danemark, Norvège et Suède)                                                              |
| —    | Frédéric, prince héritier présomptif de Norvège                            | Frédéric, duc de Schleswig-Holstein Né le 7 octobre 1471 à Haderslev (union de Kalmar). Mort le 10 avril 1533 au château de Gottorf (Schleswig-Holstein).                              | 22 juillet 1513 — 21 février 1518 (4 ans, 6 mois et 30 jours)   | Christian II   | Maison d'Oldenbourg (oncle de Christian II de Danemark et Norvège)                                                            |
| 5    | Jean, prince héritier de Norvège                                           | Jean Né le 21 février 1518 à Copenhague (union de Kalmar). Mort le 11 août 1532 à Ratisbonne (Bavière).                                                                                | 21 février 1518 — 20 janvier 1523 (4 ans, 10 mois et 30 jours)  | Christian II   | Maison d'Oldenbourg (fils de Christian II de Danemark, Norvège et Suède)                                                      |
| 6    | Christian, prince héritier de Jean                                         | Christian Né le 12 août 1503 au château de Gottorf (Schleswig-Holstein). Mort le 1er janvier 1559 à Koldinghus (royaume de Danemark et de Norvège).                                    | 20 janvier 1523 — 4 juillet 1534 (11 ans, 5 mois et 14 jours)   | Frédéric Ier   | Maison d'Oldenbourg (fils de Christian de Danemark, Norvège et Suède)                                                         |
| 7    | Frédéric, prince héritier de Norvège                                       | Frédéric Né le 1er juillet 1534 à Haderslev (royaume de Danemark et de Norvège). Mort le 4 avril 1588 à Antvorskov (royaume de Danemark et de Norvège).                                | 1er juillet 1534 — 1er janvier 1559 (24 ans et 6 mois)          | Christian III  | Maison d'Oldenbourg (fils de Christian III de Danemark et Norvège)                                                            |
| —    | Magnus, prince héritier présomptif de Danemark et de Norvège               | Magnus, évêché d'Ösel-Wiek Né le 26 août 1540 au château de Christiansborg (royaume de Danemark et de Norvège). Mort le 18 mars 1583 au château de Piltene (évêché de Courlande).      | 1er janvier 1559 — 12 avril 1577 (18 ans, 3 mois et 11 jours)   | Frédéric II    | Maison d'Oldenbourg (frère de Frédéric II de Danemark et Norvège)                                                             |
| 8    | Christian, prince héritier de Norvège                                      | Christian Né le 12 avril 1577 à Frederiksborg (royaume de Danemark et de Norvège). Mort le 28 février 1648 au château de Rosenborg (royaume de Danemark et de Norvège).                | 12 avril 1577 — 4 avril 1588 (10 ans, 11 mois et 23 jours)      | Frédéric II    | Maison d'Oldenbourg (fils de Frédéric II de Danemark et Norvège)                                                              |
| —    | Ulrik, prince héritier présomptif de Danemark et de Norvège                | Ulrich, prince-évêque de Schleswig Né le 30 décembre 1578 au château de Kolding (royaume de Danemark et de Norvège). Mort le 24 mars 1624 à Rühn (Mecklembourg).                       | 4 avril 1588 — 10 avril 1603 (15 ans et 6 jours)                | Christian IV   | Maison d'Oldenbourg (frère de Christian IV de Danemark et Norvège)                                                            |
| 9    | Christian, prince héritier de Norvège                                      | Christian Né le 10 avril 1603 au château de Copenhague (royaume de Danemark et de Norvège). Mort le 2 juin 1647 au château de Gorbitz (électorat de Saxe).                             | 10 avril 1603 — 2 juin 1647 (44 ans, 1 mois et 23 jours)        | Christian IV   | Maison d'Oldenbourg (fils de Christian IV de Danemark et Norvège)                                                             |
| 10   | Frédéric, prince héritier de Norvège                                       | Frédéric Né le 18 mars 1609 au château de Haderslev (royaume de Danemark et de Norvège). Mort le 9 février 1670 au château de Copenhague (royaume de Danemark et de Norvège).          | 2 juin 1647 — 28 février 1648 (8 mois et 26 jours)              | Christian IV   | Maison d'Oldenbourg (fils de Christian IV de Danemark et Norvège)                                                             |
| 11   | Christian, prince héritier de Norvège                                      | Christian Né le 15 avril 1646 à Flensbourg (duché de Schleswig). Mort le 25 août 1699 à Copenhague (royaume de Danemark et de Norvège).                                                | 28 février 1648 — 9 février 1670 (8 mois et 26 jours)           | Frédéric III   | Maison d'Oldenbourg (fils de Frédéric III de Danemark et Norvège)                                                             |
| —    | Georges, prince héritier de Norvège                                        | Georges Né le 2 avril 1653 à Copenhague (royaume de Danemark et de Norvège). Mort le 28 octobre 1708 à palais de Kensington, Londres (Grande-Bretagne).                                | 9 février 1670 — 11 octobre 1671 (1 an, 8 mois et 2 jours)      | Christian V    | Maison d'Oldenbourg (frêre de Christian V de Danemark et Norvège)                                                             |
| 12   | Frédéric, prince héritier de Norvège                                       | Frédéric Né le 11 octobre 1671 à Copenhague (royaume de Danemark et de Norvège). Mort le 12 octobre 1730 à Odense (royaume de Danemark et de Norvège).                                 | 11 octobre 1671 — 25 août 1699 (27 ans, 10 mois et 14 jours)    | Christian V    | Maison d'Oldenbourg (fils de Christian V de Danemark et Norvège)                                                              |
| —    | Charles, prince héritier présomptif de Danemark et de Norvège              | Charles, comte de Holstein Né le 26 octobre 1680 au château de Copenhague (royaume de Danemark et de Norvège). Mort le 8 juin 1729 à Copenhague (royaume de Danemark et de Norvège).   | 25 août 1699 — 10 décembre 1699 (3 mois et 15 jours)            | Frédéric IV    | Maison d'Oldenbourg (frère de Frédéric IV de Danemark et Norvège)                                                             |
| 13   | Christian, prince héritier de Norvège                                      | Christian Né le 10 décembre 1699 au château de Copenhague (royaume de Danemark et de Norvège). Mort le 6 août 1746 à Hørsholm (royaume de Danemark et de Norvège).                     | 10 décembre 1699 — 12 octobre 1730 (30 ans, 10 mois et 2 jours) | Frédéric IV    | Maison d'Oldenbourg (fils de Frédéric IV de Danemark et Norvège)                                                              |
| 14   | Frédéric, prince héritier de Norvège                                       | Frédéric Né le 31 mars 1723 au château de Copenhague (royaume de Danemark et de Norvège). Mort le 14 janvier 1766 au château de Christiansborg (royaume de Danemark et de Norvège).    | 12 octobre 1730 — 6 août 1746 (15 ans, 9 mois et 25 jours)      | Christian VI   | Maison d'Oldenbourg (fils de Christian VI de Danemark et Norvège)                                                             |
| 15   |                                                                            | Christian Né le 7 juillet 1745 au château de Copenhague (royaume de Danemark et de Norvège). Mort le 3 juin 1747 au château de Frederiksborg (royaume de Danemark et de Norvège).      | 6 août 1746 — 3 juin 1747 (9 mois et 28 jours)                  | Frédéric V     | Maison d'Oldenbourg (fils de Frédéric V de Danemark et Norvège)                                                               |
| —    | Sophie-Madeleine, princesse héritière présomptif de Danemark et de Norvège | Sophie-Madeleine Née le 3 juin 1746 au château de Christiansborg (royaume de Danemark et de Norvège). Morte le 21 août 1813 au château d'Ulriksdal (royaume de Suède et de Finlande).  | 3 juin 1747 — 29 janvier 1749 (1 an, 7 mois et 26 jours)        | Frédéric V     | Maison d'Oldenbourg (fille de Frédéric V de Danemark et Norvège)                                                              |
| 16   |                                                                            | Christian Né le 29 janvier 1749 au château de Christiansborg (royaume de Danemark et de Norvège). Mort le 13 mars 1808 à Rendsburg (royaume de Danemark et de Norvège).                | 29 janvier 1749 — 14 janvier 1766 (16 ans, 11 mois et 16 jours) | Frédéric V     | Maison d'Oldenbourg (fils de Frédéric V de Danemark et Norvège)                                                               |
| —    | Frédéric, prince héritier présomptif de Danemark et de Norvège             | Frédéric Né le 11 octobre 1753 au château de Christiansborg (royaume de Danemark et de Norvège). Mort le 7 décembre 1805 au château d'Amalienborg (royaume de Danemark et de Norvège). | 14 janvier 1766 — 28 janvier 1768 (2 ans et 14 jours)           | Christian VII  | Maison d'Oldenbourg (frère de Christian VII de Danemark et Norvège)                                                           |
| 17   |                                                                            | Frédéric Né le 28 janvier 1768 au château de Christiansborg (royaume de Danemark et de Norvège). Mort le 3 décembre 1839 au château d'Amalienborg (Danemark).                          | 28 janvier 1768 — 13 mars 1808 (40 ans, 1 mois et 14 jours)     | Christian VII  | Maison d'Oldenbourg (fils de Christian VII de Danemark et Norvège)                                                            |
| —    | Christian, prince héritier présomptif de Danemark et de Norvège            | Christian Né le 18 septembre 1786 au château de Christiansborg (royaume de Danemark et de Norvège). Mort le 20 janvier 1848 au château d'Amalienborg (Danemark).                       | 13 mars 1808 — 3 décembre 1839 (31 ans, 8 mois et 20 jours)     | Frédéric VI    | Maison d'Oldenbourg (cousin de Frédéric VI de Danemark et Norvège)                                                            |
| 18   |                                                                            | Frédéric Né le 6 octobre 1808 à Copenhague (royaume de Danemark et de Norvège). Mort le 15 novembre 1863 à Glücksburg (Schleswig-Holstein).                                            | 16 février 1814 — 20 janvier 1848 (33 ans, 11 mois et 4 jours)  | Christian VIII | Maison d'Oldenbourg (fils de Christian VIII de Danemark)                                                                      |
| —    | Ferdinand, prince héritier présomptif de Danemark                          | Ferdinand Né le 22 novembre 1792 au château de Christiansborg (royaume de Danemark et de Norvège). Mort le 29 juin 1863 à Copenhague (Danemark).                                       | 20 janvier 1848 — 29 juin 1863 (15 ans, 5 mois et 9 jours)      | Frédéric VII   | Maison d'Oldenbourg (oncle de Frédéric VII de Danemark)                                                                       |
| —    | Christian, prince héritier de Danemark                                     | Christian Né le 8 avril 1818 à Schleswig (duché de Schleswig). Mort le 29 janvier 1906 à Copenhague (Danemark).                                                                        | 29 juin 1863 — 15 novembre 1863 (4 mois et 17 jours)            | Frédéric VII   | Maison d'Oldenbourg Maison de Schleswig-Holstein-Sonderbourg-Glücksbourg (cousin issu de germain de Frédéric VII de Danemark) |

## Maison de Schleswig-Holstein-Sonderbourg-Glücksbourg
Après une crise de succession au Danemark (1848-1858), il a été décidé en 1852 qu’à la mort du roi Frédéric VII, le trône danois serait confié à une branche cadette de la maison d’Oldenbourg, la maison de Schleswig-Holstein-Sonderbourg-Glücksbourg (issue de Jean de Danemark, second fils de Christian III). Ainsi, depuis que le prince Christian de Schleswig-Holstein-Sonderbourg-Glücksbourg est devenu prince héritier de Danemark par le protocole de Londres du 8 mai 1852 (il règne sous le nom de « Christian IX » à partir de 1863), les héritiers de la Couronne appartiennent tous à cette famille (appelée maison de Glückbourg).
Du 1er décembre 1918 au 17 juin 1944, le prince Frédéric (1899-1972) a aussi porté le titre de « prince héritier d’Islande » (en islandais, krónprins Íslands), en tant que fils de Christian X, roi d’Islande.
| Rang | Portrait                                   | Héritier                                                                                | Période                                                         | Roi           | Maison                                                                                             |
| ---- | ------------------------------------------ | --------------------------------------------------------------------------------------- | --------------------------------------------------------------- | ------------- | -------------------------------------------------------------------------------------------------- |
| 1    | Frédéric, prince héritier de Danemark      | Frédéric Né le 3 juin 1843 à Copenhague. Mort le 14 mai 1912 à Copenhague.              | 15 novembre 1863 — 29 janvier 1906 (42 ans, 2 mois et 14 jours) | Christian IX  | Maison de Schleswig-Holstein-Sonderbourg-Glücksbourg (fils de Christian IX de Danemark)            |
| 2    | Christian, prince héritier de Danemark     | Christian Né le 26 septembre 1870 à Charlottenlund. Mort le 20 avril 1947 à Copenhague. | 29 janvier 1906 — 14 mai 1912 (6 ans, 3 mois et 15 jours)       | Frédéric VIII | Maison de Schleswig-Holstein-Sonderbourg-Glücksbourg (fils de Frédéric VIII de Danemark)           |
| 3    | Frédéric, prince héritier de Danemark      | Frédéric Né le 11 mars 1899 à Lyngby-Taarbæk. Mort le 14 janvier 1972 à Copenhague.     | 14 mai 1912 — 20 avril 1947 (34 ans, 11 mois et 6 jours)        | Christian X   | Maison de Schleswig-Holstein-Sonderbourg-Glücksbourg (fils de Christian X de Danemark)             |
| 4    | Knud, prince héritier de Danemark          | Knud Né le 27 juillet 1900 à Lyngby-Taarbæk. Mort le 14 juin 1976 à Gentofte.           | 20 avril 1947 — 5 juin 1953 (6 ans, 1 mois et 16 jours)         | Frédéric IX   | Maison de Schleswig-Holstein-Sonderbourg-Glücksbourg (fils de Christian X de Danemark)             |
| 5    | Margrethe, princesse héritière de Danemark | Margrethe (ou Marguerite) Née le 16 avril 1940 à Copenhague                             | 5 juin 1953 — 14 janvier 1972 (18 ans, 7 mois et 9 jours)       | Frédéric IX   | Maison de Schleswig-Holstein-Sonderbourg-Glücksbourg (fille de Frédéric IX de Danemark)            |
| 6    | Frederik, prince héritier de Danemark      | Frederik (ou Frédéric) Né le 26 mai 1968 à Copenhague                                   | 14 janvier 1972 — 14 janvier 2024 (53 ans et 2 mois)            | Margrethe II  | Maison de Laborde de Monpezat (fils d’Henri de Laborde de Monpezat et de Margrethe II de Danemark) |
| 7    | Christian, prince héritier de Danemark     | Christian Né le 15 octobre 2005 à Copenhague                                            | Depuis le 14 janvier 2024 (1 an et 2 mois)                      | Frederik X    | Maison de Laborde de Monpezat (fils de Frederik X et de Mary Donaldson)                            |